# Дельта Чжуцзян
Дельта Чжуцзян, або Дельта Перлинної річки (ДПР) в провінції Гуандун Китаю є низиною, що лежить в околицях гирла Перлинної річки, де річка впадає в Південнокитайське море. Це один з найбільш урбанізованих регіонів у світі і один з головних центрів економічного зростання Китаю на рівні із дельтою річки Янцзи.

## Історична довідка

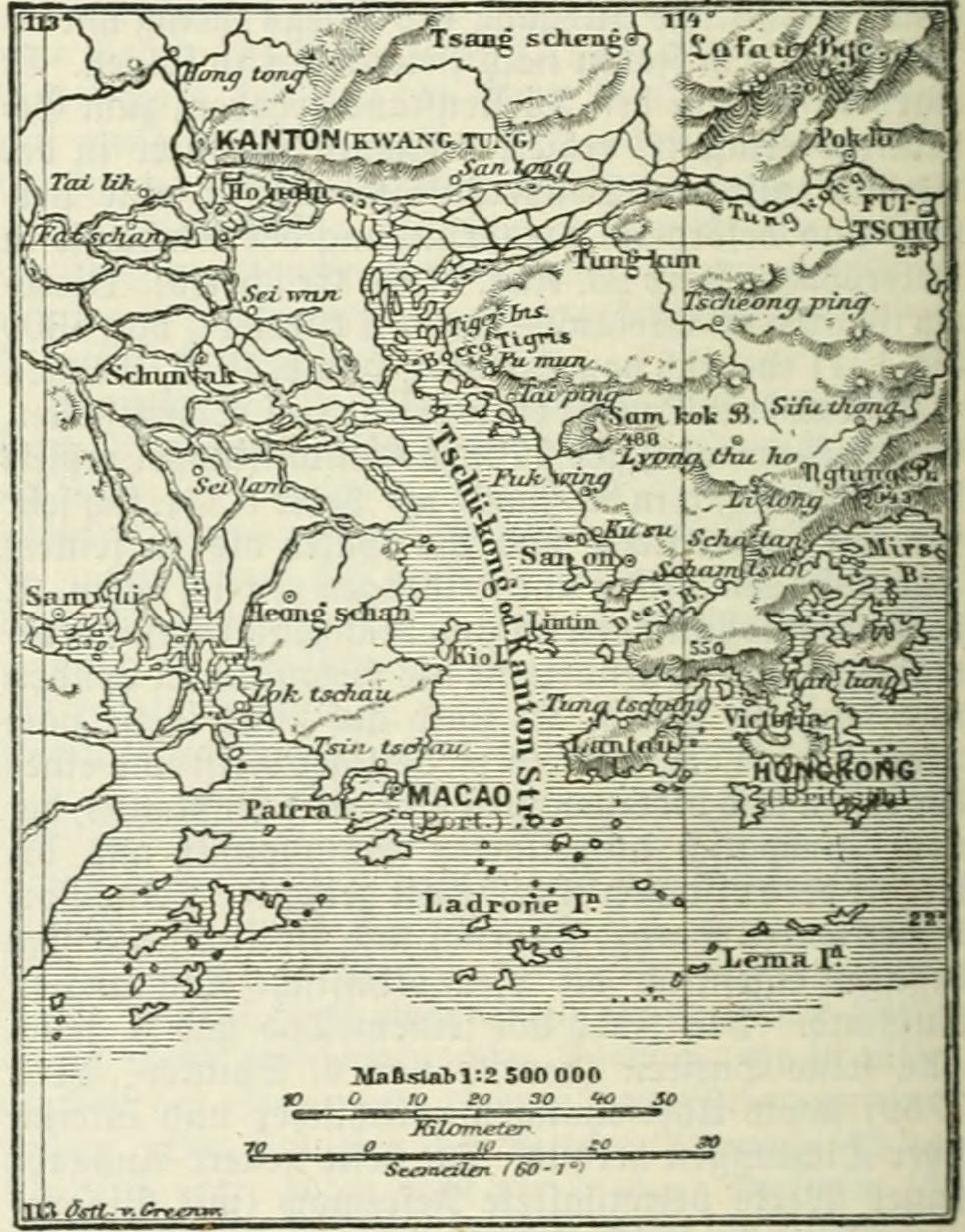
1888 рік: карта гирла дельти Перлинної річки, із зазначенням міст Макао та Гонконг

Після економічної лібералізації, що була прийнята китайським урядом в кінці 1970-х років, дельта стала одним з провідних економічних регіонів і великим центром виробництва Китаю і всього світу. Китайський уряд сподівається, що виробництво в Гуандун, у поєднанні з фінансовими ресурсами економіки і традиційного капіталістичного впливу в Гонконгзі, створить економічний шлюз для залучення іноземного капіталу в материковій частині Китаю.

## Географія

### Дельти річки
Дельта річки, складається з трьох великих річок: Цзян Сі, Бей Цзян та Цзян Дун. Дельту річки Чжуцзян перетинає мережа приток та рукавів. Дельта річки Чжуцзян — це дві дельти, розділені в основні гілки Перлової річки. Бей Цзян і Цзян Сі сходяться та впадають в Південнокитайському морі і Перлової річки на заході, а Цзян Дун тільки впадає в річку Чжуцзян на сході.
Цзян Сі починає свою дельту на захід від Чжаоцін, хоча це місто як правило, не вважаються частиною регіону ДПР, пройшовши через ущелину Лін'ян впадає в річку Бей Цзян. Річка Сі Цзян тече на схід до округу Наньша і на захід до Сінхуей. Основні рукави із Цзян Сі включають Донгхуей Шойдао, Цзя Шойдао, Хутіомен Шойдао та Їнжошу Сі. Цзянмень та Чжуншань — великі міста в західній частині дельти.

## Місце і демографія
Так само, як дельта сам по собі термін Дельта Перлинної річки (ДПР) відноситься до метрополії, яка охоплює дев'ять префектур у провінції Гуандун, а саме Гуанчжоу, Шеньчжень, Чжухай, Дунгуань, Чжуншань, Фошань, Хуейчжоу, Цзянмень та Чжаоцін та ОАР з Гонконгом та Макао. У 2010—2011 роках згідно з доповіддю опублікованою ООН населення дельти оцінюється в 120 млн осіб.
На сході ДПР (Шеньчжень, Дунгуань), основою економічного росту є іноземний капітал, тоді як у західних областях (Фошань, Чжухай, Чжуншань, Цзянмень), в основному місцевий приватний капітал. Нові транспортні зв'язки між Гонконгом, Макао і Чжухай в ПДР, відкриває нові напрямки розвитку, подальшої інтеграції міст та сприяння торгівлі в регіоні. Запропонований 50-кілометровий Гонконг-Макао-Чжухай міст буде найдовшим у світі.
До 1985 року основою економіки ДПР було в основному сільське господарство, але після того, як економіка була реформована і відкрита для інвестиції іноземного капіталу, потік інвестицій перетворив регіон в економічний центр землі. Вражаюче зростання ДПР підживлюється прямими іноземними інвестиціями що перенесли свої виробництва в дельту Перлинної річки.

## Економіка

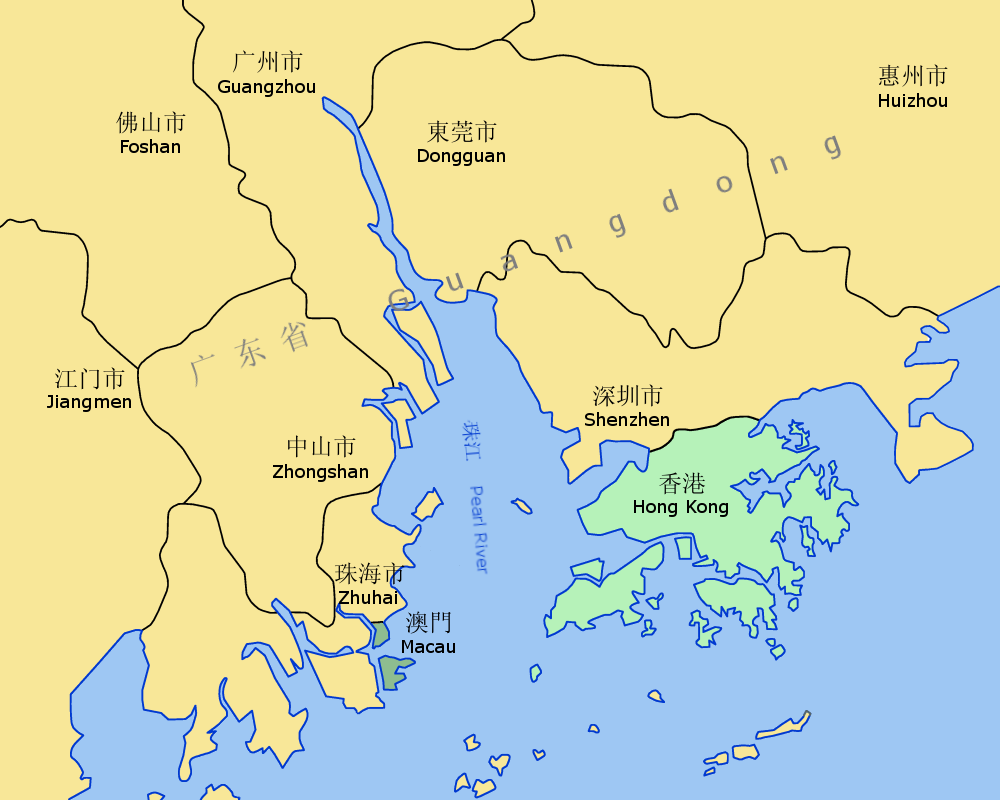
Карта дельти Перлинної річки

Дельта Перлинної річки — це регіон, що має найбільший економічний розвиток в КНР з моменту запуску програми реформ Китаю в 1979 році. ВВП регіону зріс з трохи більше 8 млрд $ в 1980 році до більш ніж 89 млрд $ у 2000 році. В цей період середні реальні темпи зростання ВВП в САР перевищили 16 %, що набагато вище національного приросту ВВП у КНР (до 10 відсотків). У 1991 році майже 50 % прямих іноземних інвестицій в Китаї були спрямовані в провінцію Гуандун, а 40 % в ДПР. З 1987 року майже 30 % всіх прямих іноземних інвестицій в Китаї припадали на ДПР. До 2007 року ВВП провінції збільшився до 448 млрд $, що робить його розмір порівнюваним з економікою Тайваню, а щорічні темпи зростання більш ніж на три відсоткових пункти перевищували національні показники. Велика кількість можливостей для працевлаштування створили середній клас з високим рівнем доходу, що ставить їх в число найбагатших в Китаї. З початку програми реформ Китаю, у дельті Перлової річки економічна зона стала найбільш швидко зростаючою провінцією КНР, та найбільш швидко зростаючою великою економікою у світі.
За даними національного перепису у 2000 році населення зони становило 40,8 млн осіб. Відбувається швидке зростання доходу на душу населення і споживчих витрат.
Незважаючи на те, що ДПР зона охоплює лише 0,4 відсотка території суші, і лише 3,2 відсотка в 2000 році перепису населення материкової частини Китаю, на його частку припадало 8,7 відсотка ВВП КНР, та 35,8 відсотка від загального обсягу торгівлі і 29,2 відсотка використовувати іноземний капітал в 2001 рік. Ці цифри показують значний рівень економічного розвитку, у дельті Перлової річки. Економічна зона домоглась міжнародної орієнтації економіки регіону. Цей напрямок привертає численних інвесторів зі всього світу, які використовують ДПР як платформу для обслуговування глобального і китайського ринків.
У 2008 році центральний уряд ввів нові закони про працю, охорону навколишнього середовища і нові правила для зменшення забруднення, трудових спорів, убезпечення умов праці та охорони навколишнього середовища. Витрати, пов'язані з виробництвом товарів низької маржі та сировинні товари збільшилися. Це на межі зростання вартості на енергоносії, харчові продукти, транспорт і задоволення Юаня від падаючого долара. Так деякі виробники повинні скоротити витрати, рухаючись вгору по ланцюжку створення вартості або перехід на більш нерозвинені регіони.

### Значення виробництва

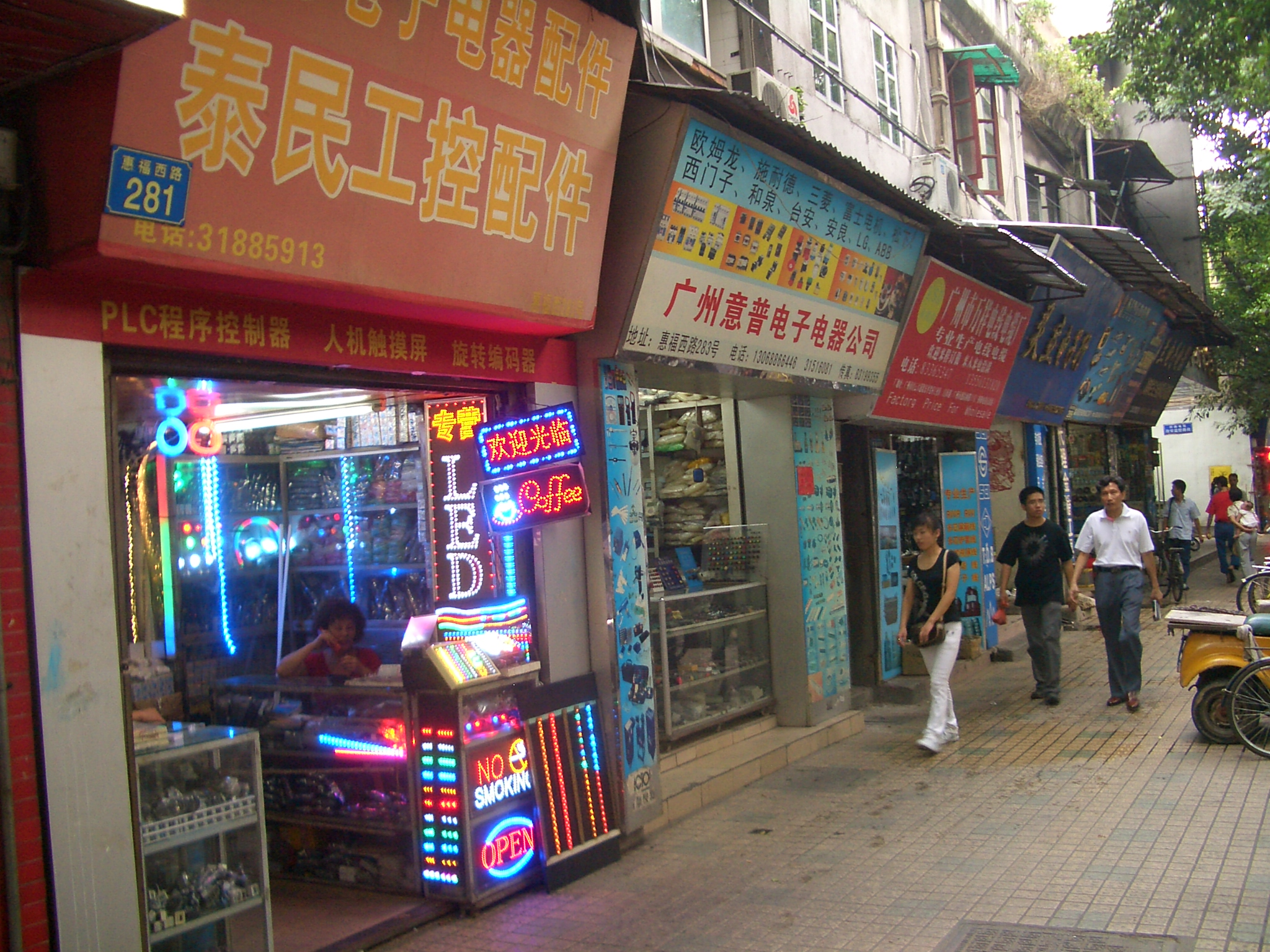
Кілька вулиць у Гуанчжоу спеціалізується на продажі електронних компонентів для виробників електричних та електронних товарів

Дельта Перлинної річки є головною базою виробництва побутової електроніки, годинників, іграшок, одягу, пластику, а ряду інших товарів. Багато замовлень іноземними компаніями та призначені на експорт. На дельту Перлинної річки припадає приблизно третина від суми угод в Китаї.
Швидко зростає кількість і значення приватних підприємців у САР, особливо після 2000 року, коли було послаблено контролюючий тиск. Міжнародна торгівля дозволяє експортувати будь-який товар і будь-яку точку світу, що створює додаткові переваги для відкриття виробництва у дельті Перлинної річки не тільки великими компаніями, а й малими підприємцями.
Майже п'ять відсотків товарів у світі було вироблено у ДПР у 2001 році, загальна вартість експорту 289 млрд $.

## Метрополія і міста регіону
Дельта Перлинної річки була другим найбільш густонаселеним районом в Китаї, Східна Азія, і один з найбільш густонаселених районів світу.
Вона схожа на дельту річки Янцзи, яка також оточена високорозвиненими мегаполісами.

### Агломерації регіону
1. Гуанчжоуська агломерація (Гуанчжоу, Фошань та Чжаоцін)
2. Великий Гонконг (Гонконг та Шеньчжень)
3. Дунгуань — Хуейчжоуська агломерація
4. Великий Макао (Макао та Чжухай)
5. Цзянмень-Чжуншаньська агломерація

### Найбільші міста дельти
- Дунгуань
- Гонконг
- Гуанчжоу
- Макао
- Фошань

### Міста і агломерації дельти Перлинної річки
| Місто     | Китайською   | Піньїнь   | Єль       | Ютпхін      | Населення  | Фотографія | Інформація |
| --------- | ------------ | --------- | --------- | ----------- | ---------- | ---------- | --- |
| Гуанчжоу  | 广州（廣州） | Guǎngzhōu | Gwóngjāu  | Gwong2zau1  | 12 700 000 |            | Також носить назву Кантон. Гуанчжоу — столиця провінції Гуандун. Це порт Перлинної річки, для судноплавства у Південнокитайському морі, і знаходиться приблизно за 120 кілометрів на північний-захід від Гонконгу. |
| Шеньчжень | 深圳         | Shēnzhèn  | Sāmjan    | Sam1zan3    | 10 357 938 |            | Шеньчжень колись був маленьким рибальським селом, до виділення Ден Сяопіном першої вільної економічної зони (ВЕЗ) в Китаї. З кінця 1970-х років місто було одним з найбільш швидкозростаючих міст у світі, завдяки своїй близькості до Гонконгу, (британської колонії до 1997 року). Крім того, у місті знаходиться один з найбільших портів Китаю після Шанхайського і Гонконзького. |
| Гонконг   | 香港         | Xiānggǎng | Hēunggóng | Hoeng1gong2 | 7 061 200  |            | На острів Гонконг вперше висадилися британські війська в 1841 році, а потім формально передані від Китаю згідно з Нанкінським договором наприкінці війни. Гонконг залишився британською колонією Сполученого Королівства до 1997 року, коли він був повернутий Китаю. Гонконг відомий як один з провідних у світі фінансових, а також ділових і культурних центрів. |
| Дунгуань  | 东莞（東莞） | Dōngguǎn  | Dūnggún   | Dung1gun2   | 8 220 237  |            | Дунгуань межує із столицею провінції, містом Гуанчжоу, на півночі, містом Хойчжоу на північному сході, містом Шеньчжень на півдні, і Перлинною річкою на заході. У ньому також знаходиться найбільший торговий центр у світі, Новий південнокитайський торговельний центр. |
| Фошань    | 佛山         | Fóshān    | Fātsāan   | Fat1saan1   | 7 194 311  |            | Фошань старе місто із багатовіковою історією. Він славився своєю порцеляною промисловістю. Тепер це четвертий за величиною місто в провінції Гуандун. Місто досить багате у порівнянні з іншими містами Китаю, і є домом для штаб-квартир багатьох великих компаній. Швидко зростаюча економіка Китаю призвела до перетворень і реформ і в самому Фошані. Адміністрація міста вважається особливо успішною в пошуках прямих іноземних інвестицій. Велику увагу приділяється для залучень прямих іноземних інвестицій в район Наньхай, що має з'єднати з містом Гуанчжоу, для будівництва, у найближчому майбутньому, Гуанчжоу-Фошаньського метро. |
| Цзянмень  | 江门（江門） | Цзянмен   | Gōngmùhn  | Gong1mun4   | 4 448 871  |            | Цзянмен — є другим за величиною річковим портом в провінції Гуандун. Органи місцевого самоврядування планують розвивати порт промислової зони з важкої промисловості, таких як нафтохімічна і машинобудування. Порт Цзянмень був відомий як Конг-Мун, коли він був змушений відкритись для торгівлі із західним світом в 1902 році. Спадщиною цього періоду є історичний район набережної з будівлями в тогочасному стилі. У місті, у даний час, ведуться проекти відновлення старих будівель. |
| Хуейчжоу  | 惠州         | Hùizhōu   | Waihjāu   | Wai6zau1    | 4 597 002  |            | Хойчжоу є найсхіднішим містом дельти Перлинної річки. Хойчжоу відомий своїми пейзажами озера Захід. Хойчжоу отримав вигоду від китайських економічних реформ наприкінці 1980 року. Квітучий ринок нерухомості приваблює інвестиції з Гонконгу і Тайваню. У провінційній стратегії економічного розвитку, Хойчжоу розглядається як майданчик для світового виробництва нафтохімічної промисловості, а також центром для розвитку інформаційних технологій та розширення експорту й торгівлі. |
| Чжуншань  | 中山         | Zhōngshān | Jūngsāan  | Zung1saan1  | 3 120 884  |            | Чжуншань є містом середнього розміру назване на честь Сунь Ятсенна і, на думку багатьох, є «батьком сучасного Китаю». Чжуншань лежить між Гуанчжоу і Макао. Чжуншань відомий в Китаї як центр виготовлення електричних ламп. |
| Чжухай    | 珠海         | Zhūhǎi    | Jyūhói    | Zyu1hoi2    | 1 560 229  |            | Чжухай відіграє ту ж роль що й Шеньчжень і став одним з перших вільних економічних зон (ВЕЗ) в Китаї. З кінця 1970-х років він був одним з найбільш швидкозростаючих міст в дельті Перлинної річки через свою близькість до Аоминю. |
| Макао     | 澳门（澳門） | Àomén     | Oumùhn    | Ou3mun4     | 544 600    |            | Аоминь (Макао) був першим містом Португальської імперії в Китаї 1557 року. Макао залишалася колонією Португалії до 1999 року, коли він був повернутий Китаю. Аоминь перетворився на значний центр туристичної індустрії, з широким спектром туристичних послуг (готелі, курорти, стадіони, ресторани і казино). Це робить його одним з найбагатших міст у світі. |

## Місто Перлинної річки
У 2011 році в британській газеті «Дейлі телеграф» вийшла стаття, у якій повідомлялось про проєкт «Об'єднання міст дельти Перлинної річки одне місто». Заявленою метою було «створення ефективних мереж транспорту, енерговодопостачання і телекомунікаційних мереж в дев'яти містах разом» (Гонконг і Макао не були включені). Проте, китайський уряд заперечує що такий проєкт існував.

## Забруднення

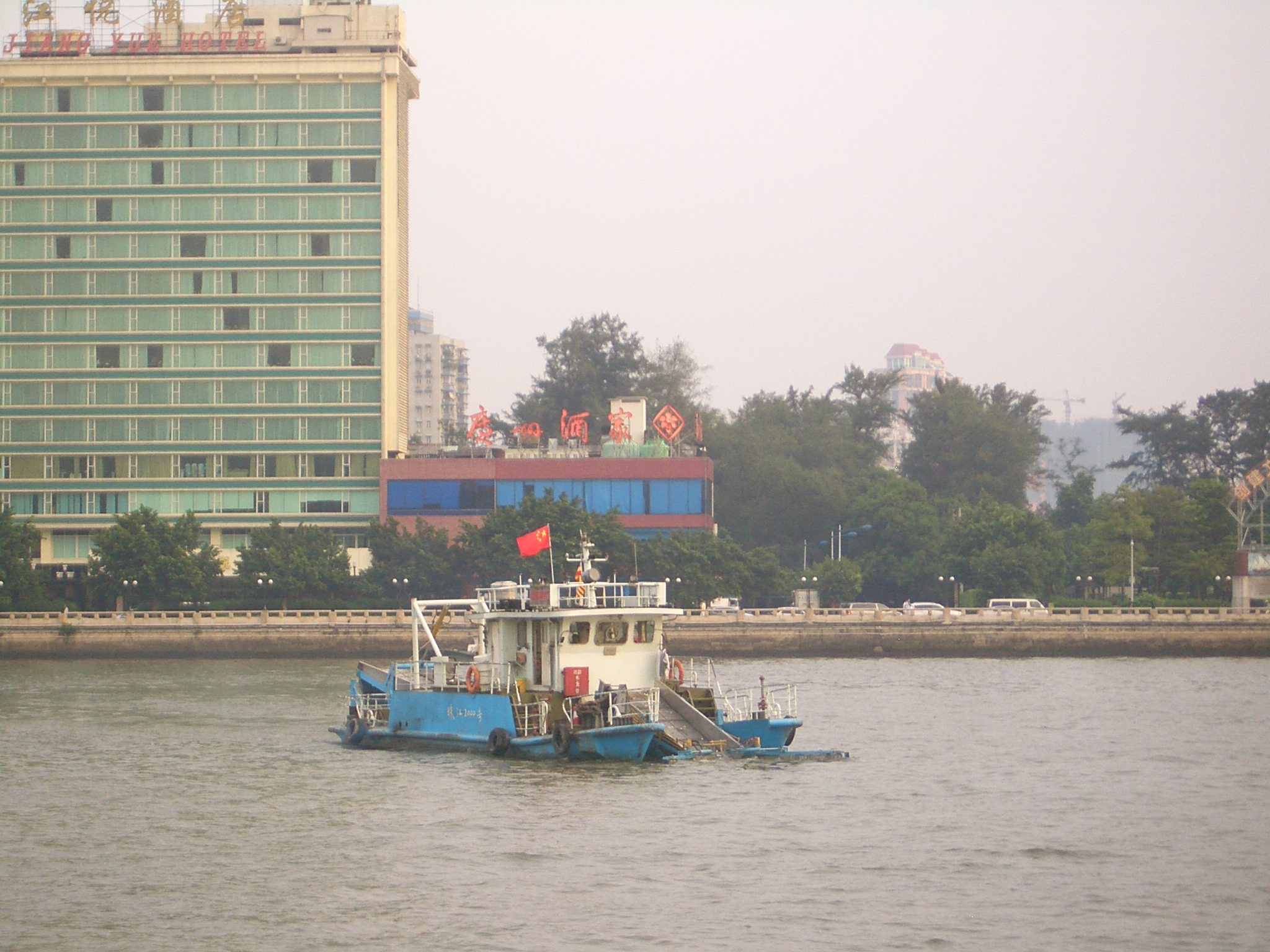
Видалення морського плаваючого сміття з поверхні Перлинної річки в Гуанчжоу

Дельти Перлинної річки, як відомо, забруднені стічними водами і промисловими відходами. Очисні споруди не справляються зі зростанням населення і промисловості в регіоні. Великі частини регіону часто покриті коричневим смогом, що впливає на рівень забруднення в дельті.
Забруднення несе великий ризик для китайських білих дельфінів, які живуть у Південнокитайському морі.
22 березня 2007 Світовий банк схвалив кредит уряду КНР для скорочення забруднення води в дельті Перлинної річки на суму 96 млн $. 23 грудня 2008 року Чжан Ху, директор Гуанчжоуського муніципального бюро з питань водних ресурсів, оголосив, що близько 7,1 млрд $ буде витрачено до середини 2010 року для очищення стічних вод річки. У місті побудують близько 30 очисних споруд, які будуть очищати до 2 250 000 тонн води на добу. Програма розраховує скоротити обсяг стічних вод у цьому районі на 85 %, що дуже важливо у зв'язку проведенням Азійських ігор 2010 року в Гуанчжоу від 12 листопада 2010 по 27 листопада 2010 року.